# Tico Tico
«Tico-Tico no Fubá», más conocida como «Tico Tico», es una canción brasileña con ritmo de choro. Fue compuesta en 1917 por Zequinha de Abreu (1880 – 1935) y llegó a ser muy famosa internacionalmente. La canción hace referencia al chincol, conocido en Brasil como el "Tico-Tico"

## Algunos intérpretes
| - ALI PROJECT - Carmen Miranda - Ray Conniff - Daniela Mercury - Xavier Cugat - Paco de Lucía - Charlie Parker - Pérez Prado - Oscar Alemán - Fidencio Villanueva | - The Andrews Sisters - João Gilberto - Ney Matogrosso - Lou Bega - Raúl di Blasio - Los Iracundos (Instrumental) - David Garrett (Instrumental) - Percy Faith (Instrumental) - Marco Misciagna (Instrumental) - Paquito D'Rivera - Sisu Mp (Narcís Massa) - Inés Gómez Carrillo y Paul Whiteman (piano y orquesta) |